# Epilissus sikorai
Epilissus sikorai là một loài bọ cánh cứng trong họ Bọ hung (Scarabaeidae).